# NGC 6878
NGC 6878 في الفهرس العام الجديد، هي مجرة، تقع في كوكبة الرامي. اكتشفت في 27 يوليو 1834 بواسطة جون هيرشل.

## روابط خارجية
- NGC 6878 على موقع ويكي سكاي: DSS2, SDSS, GALEX, IRAS, Hydrogen α, X-Ray, Astrophoto, Sky Map, Articles and images